# Big Ben

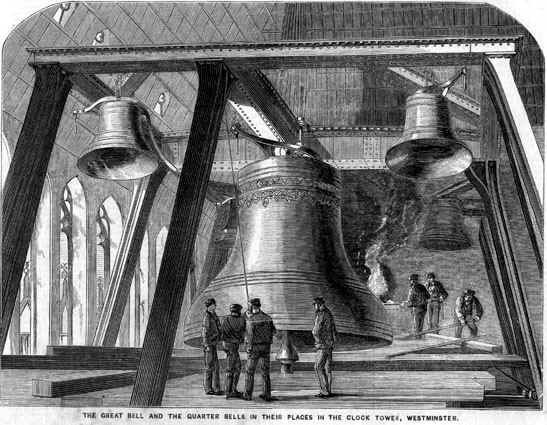
Big Ben

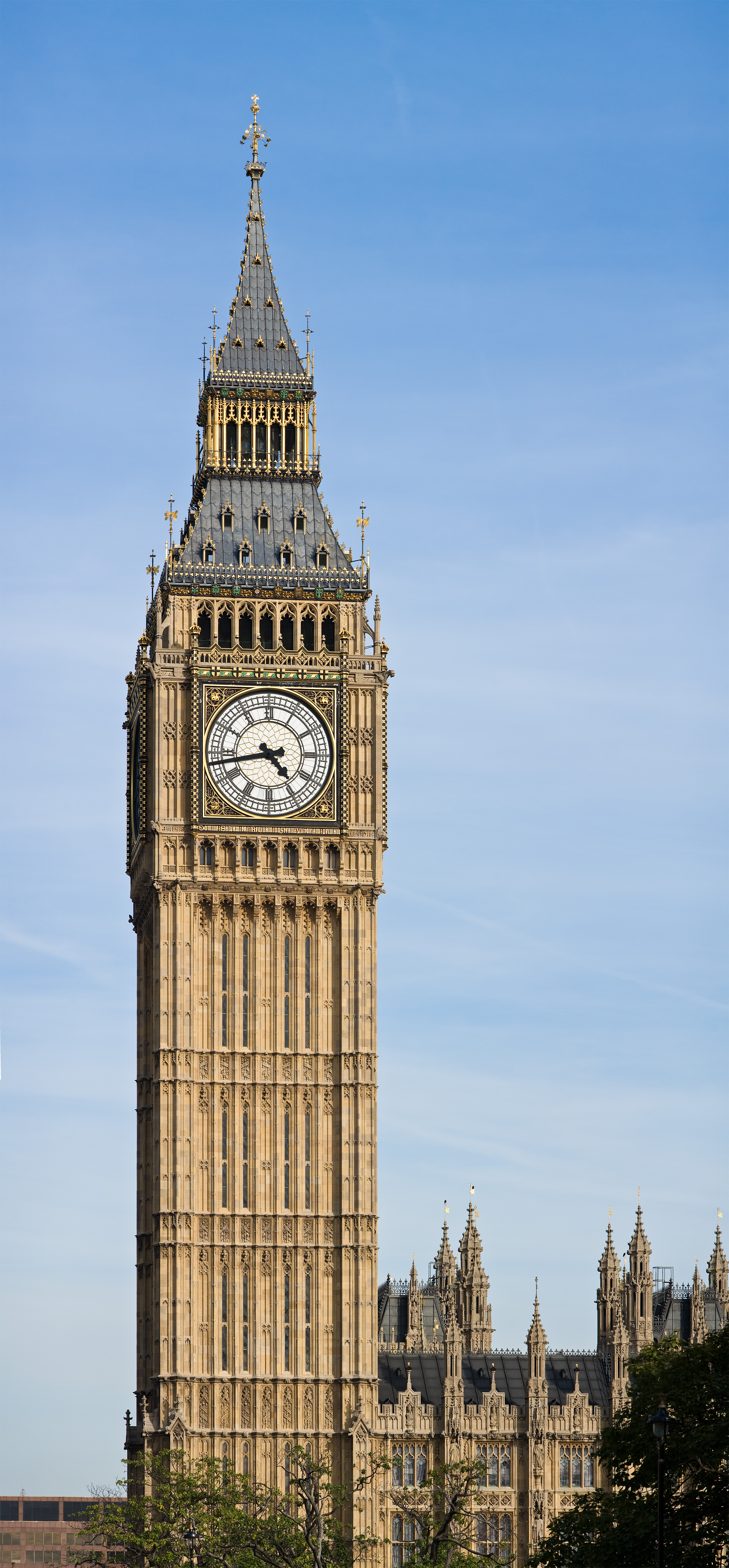
De klokkentoren van het Palace of Westminster

Big Ben is de bijnaam van de grote klok die in de klokkentoren van het Palace of Westminster in Londen hangt. De Big Ben is zowel luidklok als slagklok. De klok is een van de zwaarste ter wereld. Rondom de klok staat het opschrift This bell was cast by George Mears of Whitechapel for the clock of the Houses of Parliament under the direction of Edmund Becket Denison QC in the 21st year of the reign of Queen Victoria in the year of our Lord MDCCCLVIII.
De naam van de toren is tegenwoordig 'Elizabeth Tower'. Maar 'Big Ben' wordt vaak gebruikt als een pars pro toto, het uurwerk en zelfs de hele toren worden frequent 'Big Ben' genoemd.
De bijnaam Big Ben verwijst naar de politicus Benjamin Hall (1802-1867) die aanzet gaf tot de bouw van de toren en vanwege zijn rijzige gestalte Big Ben werd genoemd. De grote klok werd geïnstalleerd in 1858. Op 31 mei 1859 begon het uurwerk te tikken. De slagklokken klonken voor het eerst op 11 juli 1859.
Big Ben zelf slaat alleen de volle uren. De kwartieren worden aangegeven (verwittigd) door een voorslag van vier kleinere klokken die eromheen hangen. Zowel de toren als de melodie van de klokken (Westminsterslag) hebben wereldwijde bekendheid verworven.
Als luidklok doet Big Ben alleen dienst in bijzondere situaties, zoals de uitvaart van een monarch, wanneer de klok het aantal levensjaren van de overledene slaat. Dit gebeurde voor het laatst in 2022, toen Big Ben 96 slagen liet horen voor koningin Elizabeth II. Daarvoor heeft Big Ben geluid op 27 juli 2012, ter inleiding van de Olympische Zomerspelen die dat jaar in Londen gehouden werden. Na de veertig slagen van Big Ben vielen de Londense kerkklokken in om tien minuten lang te luiden. 

## Big Ben en de overige klokken
| Klok    | Toon | Massa (ton) | Middellijn (m) | Klepel (kg) |
| ------- | ---- | ----------- | -------------- | ----------- |
| Big Ben | e    | 13,6        | 2,7            | 200         |
|         | b    | 4,0         | 1,8            |             |
|         | e'   | 1,7         | 1,4            |             |
|         | fis' | 1,3         | 1,2            |             |
|         | gis' | 1,1         | 1,1            |             |

De klok b heeft twee klepels, omdat die klok soms twee keer kort na elkaar moet klinken.

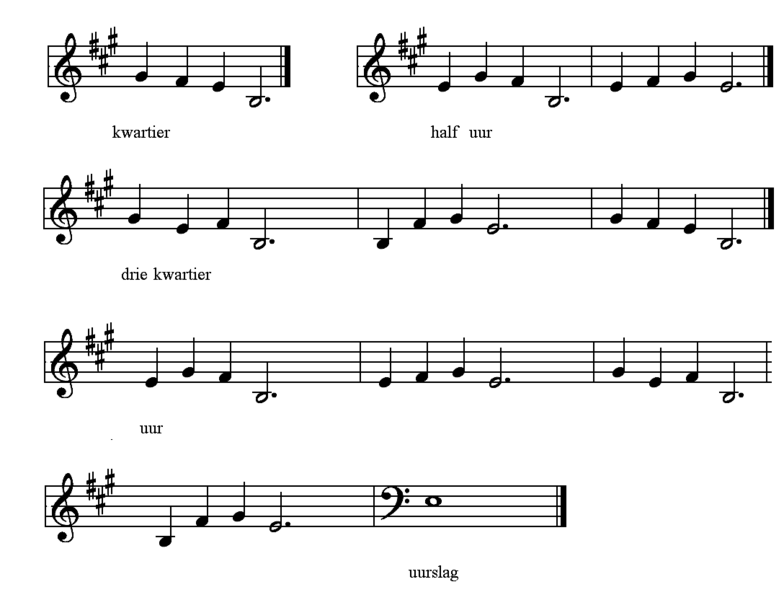
Melodieën van het klokkenspel

Het mechaniek wordt aangedreven door drie gewichten: een voor het uurwerk, een voor de voorslag en een voor de uurslag. De gewichten worden drie keer per week opgehesen.

## Restauratie van het uurwerk
In oktober 2015 werd bekend dat het uurwerk in de toren in zo'n slechte staat verkeerde dat een grote restauratie onvermijdelijk was. Om te voorkomen dat het spontaan zou stoppen, moest er 6,5 miljoen euro voor worden uitgetrokken, voor een totale restauratie zou zo'n 40 miljoen euro nodig zijn. Hiervoor zou het uurwerk voor langere tijd moeten worden stilgezet. Op 21 augustus 2017 om 12 uur 's middags sloeg Big Ben een laatste maal, hierna begon een renovatie die meer dan vijf jaar duurde. De wijzerplaten en de toren zouden zo weinig mogelijk afgedekt worden. Tijdens deze periode bleef steeds minstens een van de wijzerplaten zichtbaar en werden de wijzers door een elektrische motor in beweging gehouden. De klok mocht niet slaan om veilig in de toren te kunnen werken. Per 13 november 2022, 11:00 luidt de klok weer elk kwartier.
De wijzers van de klok hebben bij de restauratie de oorspronkelijke kleur van Pruisisch blauw teruggekregen.

## De toren
De klokkentoren is ongeveer 96 m hoog en staat enigszins scheef door de vele werkzaamheden onder de grond in Londen. In 2012 werd de officiële naam Clock Tower veranderd in Elizabeth Tower naar aanleiding van het diamanten regeringsjubileum van Elizabeth II.

## Trivia
In de animatiefilm Cars 2, die zich deels afspeelt in Londen, wordt de klok niet Big Ben, maar Big Bentley genoemd.